# Rhyscotus jacksoni
Rhyscotus jacksoni är en kräftdjursart som beskrevs av Arcangeli1931. Rhyscotus jacksoni ingår i släktet Rhyscotus och familjen Rhyscotidae. Inga underarter finns listade i Catalogue of Life.